# Дом Струкова

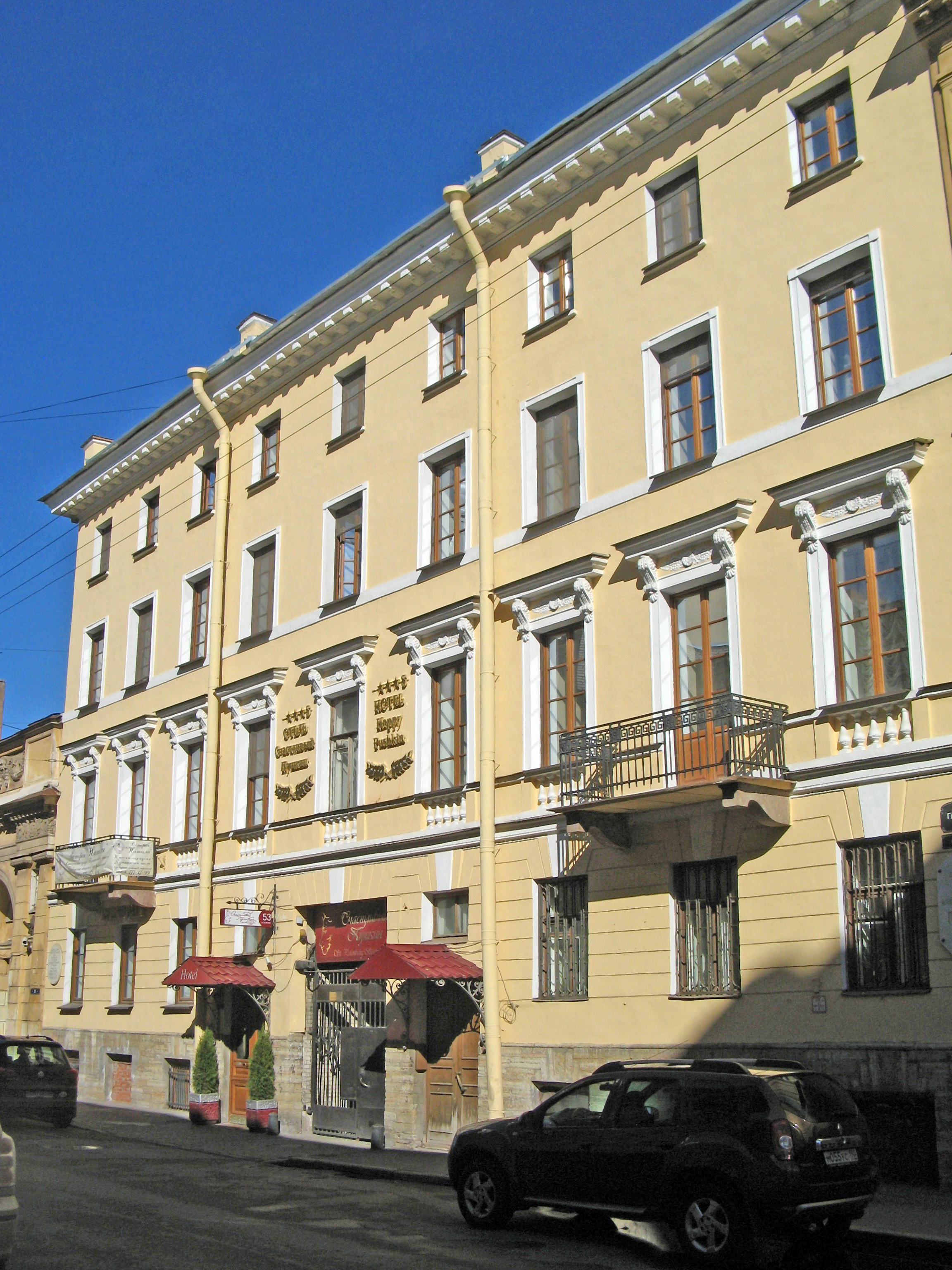
Вид со стороны Галерной улицы

Дом Струкова (дом Потёмкина) — памятник архитектуры. Расположен в Санкт-Петербурге, современный адрес дома — Английская набережная, дом 52 (Галерная улица, 53).
Въезд в дом, как и у прочих домов с Английской набережной, был организован с Галерной улицы.
В XVIII веке участок принадлежал А. М. Головину, тогда на нём был возведён первый жилой дом. В конце века дом перешёл во владение О. А. Жеребцовой, она, уезжая за границу (1801 год), продала дом Якову Алексеевичу Потемкину, от которого дом перешёл тёще, О. К. Брискорн (Струковой по первому мужу). В начале XIX века при перестройке дому были приданы черты русского классицизма: фасад был украшен пилястрами и фронтоном, цокольный (первый) этаж был рустован. В 1829—1830 годах были снесены старые дворовые корпуса по Галерной улице и вместо них был сооружён доходный дом.
Дом неоднократно перестраивался, изначальная внутренняя отделка утрачена. На втором этаже в бывшем помещении спальни начала XIX века есть экседра и свободно стоящие колонны дорического ордера, украшенные искусственным мрамором. К тому же времени относятся сохранившиеся в некоторых помещениях наборные паркеты и лепные карнизы. В вестибюле первого этажа, который перестраивался в конце XIX века, стоят колонны «более раннего времени». Со стороны Галерной у дома гладкий фасад, бельэтаж был украшен двумя небольшими балконами.
При Александре I в доме располагалась одна из самых знаменитых лож так называемого «золотого века» масонства в России — «Соединённые друзья».
С осени 1831 года по 1832 год в доме по Галерной улице жил А. С. Пушкин вместе с женой, здесь он работал над альманахом «Северные цветы на 1832 год», в марте начал поэму «Езерский». В 1887—1888 гг. в доме жил Н. Н. Миклухо-Маклай, в связи с этим летом 1990 года на доме установлена мемориальная доска, архитектор Т. Н. Милорадович